# La Rivière Anglaise
La Rivière Anglaise (Frans voor De Engelse Rivier) is een van de 26 administratieve districten van de Seychellen. La Riviere Anglaise is gelegen in het noordoosten op het hoofdeiland Mahé van de Seychellen. Het district heeft een oppervlakte van amper één vierkante kilometer en had bij de census van 2002 3624 inwoners.